# Радзєєво (Вармінсько-Мазурське воєводство)
Радзєєво (пол. Radziejewo, нім. Sonnwalde) — село в Польщі, у гміні Пененжно Браневського повіту Вармінсько-Мазурського воєводства.
Населення — 251 особа (2011).
У 1975-1998 роках село належало до Ельблонзького воєводства.

## Демографія
Демографічна структура станом на 31 березня 2011 року:
|          | Загалом | Допрацездатний вік | Працездатний вік | Постпрацездатний вік |
| -------- | ------- | ------------------ | ---------------- | -------------------- |
| Чоловіки | 123     | 25                 | 87               | 11                   |
| Жінки    | 128     | 35                 | 72               | 21                   |
| Разом    | 251     | 60                 | 159              | 32                   |